# Laura Bicāne

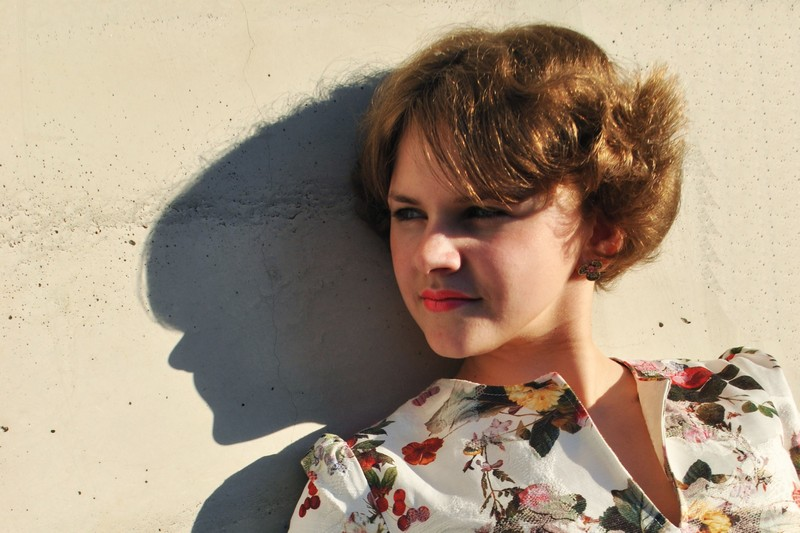
Laura Bicāne (2014)

Laura Bicāne (* 18. Juni 1990 in Daugavpils) ist eine lettische Sängerin und Liedermacherin.

## Leben
Laura Bicāne erlernte im Alter von sechs Jahren in der Musikschule von Špoģi das Akkordeonspielen, später lernte sie Gitarre. Ihre erste Band hieß „Alverna“, in der sie gemeinsam mit ihren zwei Schwestern auftrat. Die Band nahm 2007 am Festival der latgallischen Musik „Muzykys Skrytuls“ teil.
2012 nahm Bicāne mit Romāns Sladzis mit dem Lied „Freakin’ Out“ am nationalen Vorentscheid zum Eurovision Song Contest teil, kam aber nicht über das Semifinale hinaus. Ihr bekanntestes Lied ist „Mīlesteiba“ (2012). 2013 kam ihre erste CD, „Es tikai ļaujūs“, heraus. Sie wurde in Zusammenarbeit mit der latgallischen Pop-Rock-Band „Dabasu Durovys“ aufgenommen. Bicāne repräsentierte zusammen mit dem Liedermacher Kārlis Kazāks Lettland beim Festival „Tai-aš“ in Litauen 2013.
2015 veröffentlichte Bicāne ihre zweite CD, „Trīspuksti“, mit Haikus. 2017 präsentierte sie die CD „Lauzīsimies cauri pūlim“. Im selben Jahr schloss sie die Staņislava Broka Daugavpils Music High School als Gitarristin ab.
Bicāne wurde zweimal mit dem Kulturpreis „Boņuks“, der für die erfolgreiche Arbeit für die latgallische Kultur gegeben wird, ausgezeichnet – für das Debüt in der Literatur im Jahr 2010 und für das Debüt in der Musik im Jahr 2012.

## Diskographie
- 2013: Es tikai ļaujūs
- 2015: Trīspuksti
- 2017: Lauzīsimies cauri pūlim